# Henry Mejía
Henry Darío Mejía Reyes (Balfate, Honduras, 13 de marzo de 1991 - La Ceiba, Honduras, 21 de mayo de 2014) fue un futbolista hondureño. Jugaba en la demarcación de defensa central en el Club Deportivo Victoria de la Liga Nacional de Honduras.

## Trayectoria
Henry Mejía era proveniente de Río Esteban, en Balfate, Colón, al norte de Honduras. Pasó por las reservas del Club Deportivo Victoria de La Ceiba, y en 2012 fue ascendido al equipo de primera división con 20 años. Estando allí tuvo una excelente participación y fue considerado una promesa para el futuro en la zona defensiva central junto a David Velásquez Colón. 
En el Apertura 2012 jugó su primera y única final en primera división, ante Olimpia, la cual perdió. En el año 2013 fue diagnosticado con insuficiencia renal y, tras haberse retirado del fútbol profesional, el 21 de mayo de 2014 murió.

## Fallecimiento
Henry Mejía, falleció en un hospital de La Ceiba a causa de un paro cardíaco, originado por las complicaciones de la insuficiencia renal crónica terminal.

## Clubes
| Club                    | País     | Año         |
| ----------------------- | -------- | ----------- |
| Club Deportivo Victoria | Honduras | 2012 - 2013 |